# Flughafen Petrolina

i8
i11
i13
Der Flughafen Petrolina  (portugiesisch Aeroporto de Petrolina - Senador Nilo Coelho; IATA-Code: PNZ, ICAO-Code: SBPL) ist ein öffentlicher Flughafen auf 345 m Seehöhe, 8 km von Petrolina, Pernambuco, Brasilien entfernt. Die Fläche des Flughafens beträgt 410 ha. Er hat eine Asphaltpiste mit 3250 m Länge und 45 m Breite.

## Geschichte
Am 16. Februar 1933 wurde der Flughafen offiziell eröffnet, mit der Landung des ersten Flugzeugs der Militärluftpost, einer Waco, gesteuert von Leutnant Nelson Lavanery Wanderley.
Am 28. März 1941 begann der Betrieb auf dem Abschnitt Rio de Janeiro – Bom Jesus da Lapa – Petrolina – Recife, durchgeführt mit einer Beechcraft Model 18, durch das Unternehmen Navegação Aérea Brasileira – NAB.
Im Jahr 1958 übernahm das Luftfahrtministerium  den Flughafen. Aus betrieblicher und sicherheitstechnischer Sicht wurde es zwingend erforderlich, den Standort des Flughafens zu ändern.
Im Jahre 1974 wurde der Bau eines neuen Flughafens begonnen, Landebahnen und Manövervorfeld waren 1978 fertig und im darauffolgenden Jahr konnte der Flughafen eröffnet werden. 
Im Oktober 1981 übernahm Infraero die Verwaltung und den Betrieb des Flughafens. Der Flughafen war seit zwei Jahren fertiggestellt, das Kommunikations- und Flugschutzsystem war jedoch noch nicht installiert. Der Flughafen, der für den Betrieb moderner Transportflugzeuge gebaut worden war, erhielt bis zum 21. Juni 1984 nur kleine Privatflugzeuge und Embraer EMB 110 Bandeirantes der Regional Aviation Company (Northeast). An diesem Tag eröffnete eine Boeing 737 der Fluggesellschaft Varig  mit einer Delegation hochrangiger offizieller Vertreter die neue Phase kommerzieller Linien mit großen Modellen und verband Petrolina mit Recife, São Paulo, Brasília, Belo Horizonte und Rio de Janeiro.
Das Petrolina Cargo Logistics Terminal wurde 1995 eröffnet. Ab dem 17. Februar 2000 war der Flughafen Petrolina für Landungen und Starts von Flugzeugen zur Beförderung internationaler Fracht freigegeben.
Am 1. Juli 2002 wurde der Flughafen dauerhaft unter Vertrag genommen und in Petrolina Airport – Senador Nilo Coelho umbenannt, zu Ehren eines brasilianischen Politikers, der Finanzminister, Staats- und Bundesabgeordneter, Gouverneur und Senator von Pernambuco war. Ab dem 1. November 2010 nahm der Flughafen Petrolina – Senator Nilo Coelho seinen 24-Stunden-Betrieb auf.
2013 – Im Jahr 2013 wurde das Passagierterminal mit Erweiterungen der Abflug- und Ankunftshallen – von 307 m² auf 788 m² in der Abflughalle und von 235 m² auf 777 m² in der Ankunftshalle – und des Manöverterrassenbereichs saniert. Mit dieser Erweiterung erhöhte sich die Servicekapazität auf eine Million Passagiere pro Jahr.
Nach der 6. Runde im Jahr 2021 der Flughafenkonzessionen wurde CCR der Gewinner der Süd- und Zentralblöcke und erhielt diese für den Petrolina International Airport. Betriebsaufnahme durch die CCR-Gruppe erfolgte im Jahr 2022.

## Flugbetrieb
Im Jahr 2022 wurden 352.708 Passagiere transportiert. Es wurden 5.459 nationale und 4 internationale Flugbewegungen durchgeführt.
LATAM Brasil und Azul Linhas Aéreas und Gol Linhas Aéreas sind die wichtigsten Fluggesellschaften, ⁣⁣die den Flughafen bedienen.